# 包寇
包寇，是海地巫毒中的巫師和祭師，他們可使用魔法為人祈福，也可使用黑魔法使人變成喪屍。
在海地很多傳說中，包寇可利用藥物使人變成殭屍，通常是使受害人接觸到河豚毒素等神經毒素使他看來死了，把他埋葬，然後半夜把他出土，他就成了包寇的奴隸，被逼從事體力勞動。
包寇可為人祈福也可作惡，視乎委託人拜託的事情而定。